# Valgerður Sverrisdóttir
Valgerður Sverrisdóttir (født 23. marts 1950 på gården Lómatjörn i Grýtubakki) er en islandsk politiker, der 2008-09 var formand for Fremskridtspartiet.

## Opvækst og uddannelse
Hun voksede på en gård i det nordøstlige Island, og tog eksamen fra Kvennaskólinn í Reykjavík i 1967. Derefter vendte hun tilbage til sin hjemegn, blev gift tidligt og var i en årrække hjemmegående husmor

## Politisk karriere
Valgerður engagerede sig i den lokale afdeling af Fremskridtspartiet, og indvalgtes i partiets centralkomite i 1983. Hun stillede op til Altinget ved valget i 1983 i Norðurland eystra kredsen uden at blive valgt, men var indkaldt som suppleant i 1984. Ved valget i 1987 indvalgtes hun for Norðurland eystra kredsen, og efter denne blev nedlagt i 2003 skiftede hun til Nordøstkredsen. Hun sad i Altinget frem til 2009 og var gruppeformand for Fremskridtspartiet 1995-99.
Hun har varetaget en lang række udvalgsposter for sit parti og var desuden 2. næstformand for det samlede Alting 1988-89 og 1990-91, og 1. næstformand for Altinget 1992-95.
Fra 1999 til 2006 var hun industri- og handelsminister, og 2004–2005 desuden minister for nordiske anliggender. Den 15. juni 2006 udnævntes hun som den første kvinde til Islands udenrigsminister af statsminister Geir Haarde; en post hun besad indtil Fremskridtspartiet udtrådte af regeringens 24. maj 2007. 
Valgerður blev valgt til næstformand for partiet 10. juni 2007 og overtog 17. november formandsposten efter at Guðni Ágústsson trak sig ud af politik med øjeblikkelig virkning. Hun stillede ikke op til det efterfølgende formandsvalg i januar, hvor Sigmundur Davíð Gunnlaugsson valgtes. 

## Familie
Hun er datter af bonden Sverrir Guðmundsson (1912-92) og hans hustru Jórlaug Guðrún Guðnadóttir (1910-60) og tilhører den fremtrædende slægt Lómatjarnarætt. Hun er gift med Arvid Kro (født 1952) og de har sammen døtrene Anna Valdís (født 1978), Ingunn Agnes (født 1982) og Lilja Sólveig (født 1989). 

## Hæder
Hun blev 1. januar 2005 udnævnt til kommandør af den Islandske Falkeorden (Stórriddarakross).